# Blaignac
Blaignac (gaskognisch: Blanhac) ist eine Gemeinde mit 320 Einwohnern (Stand: 1. Januar 2022) im französischen Département Gironde. Sie gehört zum Kanton Le Réolais et Les Bastides im Arrondissement Langon. Die Einwohner werden Blaignacais genannt.

## Geografie
Blaignac liegt etwa 59 Kilometer südöstlich von Bordeaux am Canal latéral à la Garonne. Umgeben wird Blaignac von den Nachbargemeinden Floudès im Norden, Fontet im Osten und Nordosten, Loupiac-de-la-Réole im Osten sowie Puybarban im Süden und Westen.

## Bevölkerungsentwicklung
| Jahr                      | 1962 | 1968 | 1975 | 1982 | 1990 | 1999 | 2006 | 2013 |
| ------------------------- | ---- | ---- | ---- | ---- | ---- | ---- | ---- | ---- |
| Einwohner                 | 206  | 210  | 180  | 186  | 203  | 221  | 253  | 287  |
| Quelle: Cassini und INSEE |      |      |      |      |      |      |      |      |

## Sehenswürdigkeiten
- Kirche Saint-Saturnin aus dem 12. Jahrhundert, Monument historique seit 1907

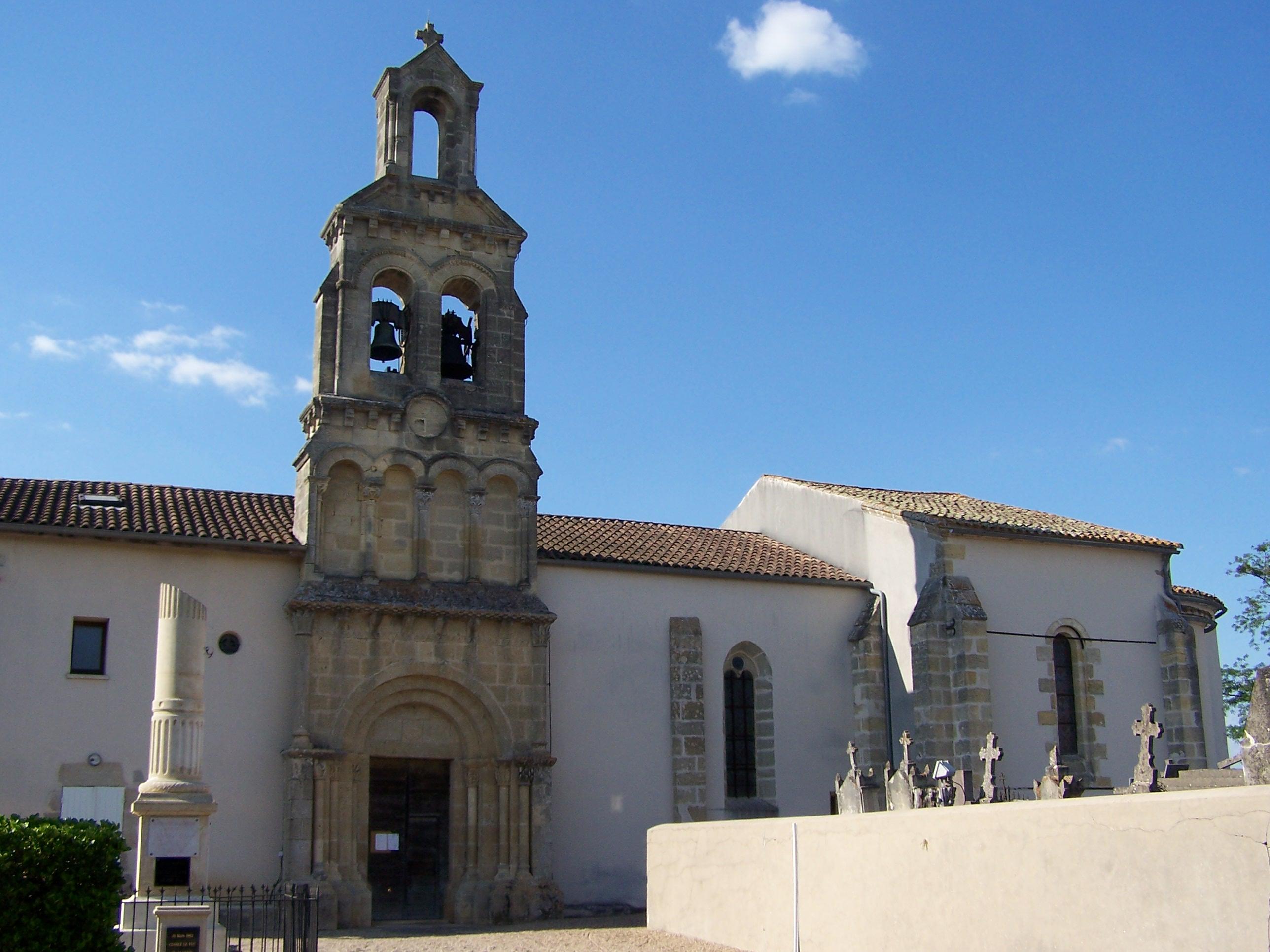
Kirche Saint-Saturnin

## Persönlichkeiten
- Jean Jaubert de Barrault (1584–1643), Bischof von Bazas (1611–1630), Erzbischof von Arles (1630–1643)